# Бней-Менаше
Бней-Менаше (ивр. בני מנשה‎, «Дети Менаше») — группа евреев Индии, представители народностей мизо, куки и чин в индийских штатах Манипур и Мизорам, которые заявили, что они являются потомками колена Манассиева, и стали практиковать иудаизм.
Бней-Менаше проживают в Индии и Израиле. Их насчитывается свыше 6 тысяч человек.

## История
Мизо, куки и чин в конце XIX — начале XX века приняли христианство благодаря протестантским миссионерам. Антрополог Еврейского университета в Иерусалиме профессор Шалва Вейль пишет, что нет никаких документальных фактов, связывающих ведущих племенной образ жизни людей в Северо-Восточной Индии с мифом о Потерянных коленах Израиля и вполне вероятно, что эта идея была принесена миссионерами.
Бней-Менаше считают, что они — сыны Манассии, одного из колен Израиля, которое попало в плен к ассирийцам, и мигрировало в Афганистан, а затем в Индию и Бирму. Бней-Менаше считают, что песня «Сикпуи», которую мизо и куки поют на празднике урожая, и которая описывает события параллельно Книге Исхода (враги гонятся за ними через море красного цвета, перепела и облачный столп) свидетельствует об их происхождении от древних евреев.
Первые обращения от Бней-Менаше к государству Израиль поступили в 1948 году.
В 1951 году священник-пятидесятник по имени Чала заявил, что Бог поручил ему направить его народ вернуться в свою дохристианскую религию, которую он определил как иудаизм, и вернуться в Израиль.
Число Бней-Менаше неуклонно росло (оно увеличилось на 50 % в последние годы[уточнить]), и к их претензиям стали относиться с большим вниманием в 1980-х годах, когда исследователь Заитанчхунги обнаружил якобы имеющиеся сходство между древними анимистическими ритуалами и ритуалами библейского иудаизма, такими как жертвоприношения.
В 1979 году израильская организация «Амишав» («Мой народ вернулся»), основанная раввином Элияху Авихаилом и предназначенная для поиска потерянных колен Израиля, узнала об этой группе в Индии, утверждающей, что происходит от евреев. Элияху Авихаил стал первым израильским раввином, который посетил Бней Менаше — в 1981 году (американский раввин Марвин Токарь посетил Бней-Менаше ещё в 1963 году).
В 2003 году Гилель Галкин инициировал сбор 350 генетических образцов среди мизо-куки-чинов и протестировал их в хайфском Технионе под эгидой профессора Карла Скорецкого. Согласно выводам этого исследования, не было обнаружено признаков ближневосточного происхождения мизо-чин-куки.
В 2004 году было проведено генетическое исследование в калькуттской Центральной лаборатории судебной экспертизы, которое, как утверждается в документе под названием «Отслеживание генетических отпечатков потерянных еврейских племен среди генофонда куки-чин-мизо, живущих в Индии», обнаружило наличие ближневосточных генов среди образцов мизо-куки-чин.
Сайт «BBC News» опубликовал статью под названием «Раввин возвращает индийских потерянных евреев», где сообщил, что «Центральный Институт судебной медицины в Калькутте предполагает, что в то время как мужчины племён не несут никакой связи с Израилем, женщины имеют ближневосточный генетический профиль, что могло произойти в результате смешения народов». В этой же статье, что израильский социолог Лев Гринберг рассказал BBC, что «правые еврейские организации желают обращения (в иудаизм) людей из удалённых регионов, чтобы увеличить населения в спорных с палестинцами районах».
В конце XX века десятки Бней-Менаше формально перешли в иудаизм, а в 2005 году главный сефардский раввин Израиля Шломо Амар признал еврейские корни Бней Менаше, а всё сообщество — «биологическими и духовными потомками колена Менаше». В 2006 году Бней-Менаше получили право на репатриацию в Израиль.
1 апреля 2007 года глава организации Шавей Израиль Михаэль Фройнд сообщил в «Джерузалем пост», что Бней-Менаше утверждают, что у них есть песнопение, которое они называют «Молитва Мириам». В апреле 2005 года преподобный Чуаутуама из Аиджальского теологического колледжа заявил газете «Deccan Herald»: «Могут быть некоторые сходства между обычаями любых двух общин мира. Некоторые обычаи мизо могут быть сходны с израильскими. Но это не значит, что наши предки были израильтяне и евреи». В мае 2010 года в сетевом журнале появляется статья Исаака Л. Хмара «Еврейская связь с северо-восточным индийским племенным народом». В ней написано, что материалы калькуттских генетиков были собраны от 300 учеников в школах района проживания Бней-Менаше в рамках индийского государственного исследовательского проекта.
В июле 2005 года Бней-Менаше завершили строительство миквы в Мизораме под руководством израильских раввинов, чтобы начать процесс гиюра. В ноябре 2006 года первая группа из 50 с лишним Бней-Менаше уехала в Израиль.
Фройнд заявил, что Бней-Менаше — «благословение для государства Израиль», так как они «зарекомендовали себя как преданные евреи и совершенные сионисты», сообщив, что не видит причин для отказа им в миграции в Израиль. Майкл Фройнд считает, что Бней-Менаше могли бы помочь решить демографическую проблему Израиля.
Министр внутренних дел Авраам Пораз остановил иммиграцию Бней-Менаше в Израиль в июне 2003 года после заявления Офира Пинеса-Паза (министр науки и техники в 2006 году), о том, что Бней Менаше «были цинично использованы в политических целях», потому что они расселяются в поселениях Гуш-Катифа в секторе Газа (эвакуированы в августе 2005 года) и Иудее и Самарии. Раввин Элиягу Бирнбаум, судья раввинатского суда, ведший дело о гиюре Бней-Менаше, говорит, что решение Комиссии Кнессета по алие и абсорбции основано на «невежестве, расизме и неоправданной ненависти». 1 апреля 2005 г. сефардский главный раввин Израиля Шломо Амар принял претензии Бней-Менаше из-за их образцовой преданности иудаизму. Около 1700 членов Бней Менаше переехали в Израиль, в основном в поселения в Иудеи и Самарии.
Когда премьер-министр Израиля Ариэль Шарон в 2005 г. начал осуществлять План одностороннего размежевания, жители Гуш-Катифа и некоторых еврейских поселений в Самарии из общины Бней Менаше были особенно затронуты, поскольку многие из них решили поселиться на этих территориях. Бней-Менаше были крупнейшей иммигрантской общиной в Газе.
Бней Менаше в Индии беспокоились о членах своих семей, которые, как они считали, находились в центре ожесточенных столкновений между поселенцами и солдатами ЦАХАЛа. Они также были обеспокоены этим, потому что они считали Газу своим будущим домом после репатриации в Израиль. Хотя группа Бней Менаше ушла из Газы до окончания срока, другие остались со своими товарищами-поселенцами во время изгнания. Однако, если в поселениях Гуш-Катифа представители Бней Менаше были в основном «уборщиками и сельскохозяйственными рабочими», то оказавшись в других районах Израиля, они начали осваивать более квалифицированные профессии и получать высшее образование. По словам раввина Ханоха Авицедека, их следовало расселять по всей стране с самого начала.
В июле 2006 года израильский министр абсорбции Зеев Бойм заявил, что 218 членов Бней-Менаше будут «иметь возможность приехать сюда, но сначала правительство должно решить, какова будет его политика по отношению к тем, кто ещё не прошёл (формально) гиюр». Глава организации Шавей Израиль Михаэль Фройнд пообещал бороться с этим решением. 20 июня 2011 года в канцелярии премьер-министра Израиля состоялось внеочередное заседание Министерского Комитета по алие и абсорбции. Выступая на нём, Михаэль Фройнд сообщил следующие факты:
- примерно 96 % иммигрантов из Бней-Менаше работают;
- почти все молодые мужчины Бней-Менаше призваны в армию, при этом большинство служат в боевых частях. Около 50 Бней-Менаше проходили военную службу в тот момент, а незадолго до заседания их представитель получил звание офицера;
- всё большее число молодежи Бней Менаше стремится получить высшее образование в израильских колледжах и университетах в различных областях: от информатики до социальной работы. Некоторые из них также получили звание раввинов после нескольких лет обучения в иешиве. Министерский комитет во главе с министром иностранных дел Авигдором Либерманом принял официальное решение подготовить проект постановления правительства о репатриации всех оставшихся Бней-Менаше и вынести его в кабинет для утверждения не позднее конца июля 2011 года. Это решение было поддержано министром абсорбции Софой Ландвер[40].

В Индии быстрый рост числа перехода в иудаизм сильно встревожил евангелические церкви мизо-куки и разжёг яростные споры в Мизораме. Доктор Биаксиама из Аиджальского христианского исследовательского центра заявил, что «массовое обращение иностранными священниками будет представлять угрозу не только для социальной стабильности в регионе, но и для национальной безопасности. Большое количество людей оставит верность Индийскому Союзу, поскольку все они будут иметь право на иностранное гражданство». Он является автором книги «Mizo Nge Israel?» («Мизо или израильтянин?»).
В марте 2004 года доктор Биаксиама провёл обмен мнениями на телевидении с Лалчанхимой Саило, основателем «Конвенции народов Чхинлун-Израиль» («CIPC»), сепаратистской организации мизо. Лалчанхимой Саило заявил, что целью «CIPC» не является миграция в Израиль, но сделать так, «чтобы ООН объявила районы проживания племён мизо независимым государством для мизо-израильтян». По этой причине гиюры Бней-Менаше стали проходить уже в Израиле.